# The Best of New Order
The Best of New Order (reso graficamente come (the best of) NewOder) è un album discografico di raccolta del gruppo musicale inglese New Order, pubblicato nel 1994. Contiene vecchie hit e inediti.

## Tracce
1. True Faith-94 – 5:34
2. Bizarre Love Triangle – 3:54
3. 1963–94 – 3:46
4. Regret – 4:08
5. Fine Time – 3:08
6. The Perfect Kiss – 4:49
7. Shellshock – 4:23
8. Thieves Like Us – 6:36
9. Vanishing Point – 5:14
10. Run – 4:29
11. Round & Round-94 – 4:00
12. World (The Price of Love) – 3:38
13. Ruined in a Day – 3:57
14. Touched by the Hand of God – 3:42
15. Blue Monday-88 – 4:07
16. World in Motion – 4:30

## Classifiche
- Official Albums Chart – #4[1]